# Zidărie

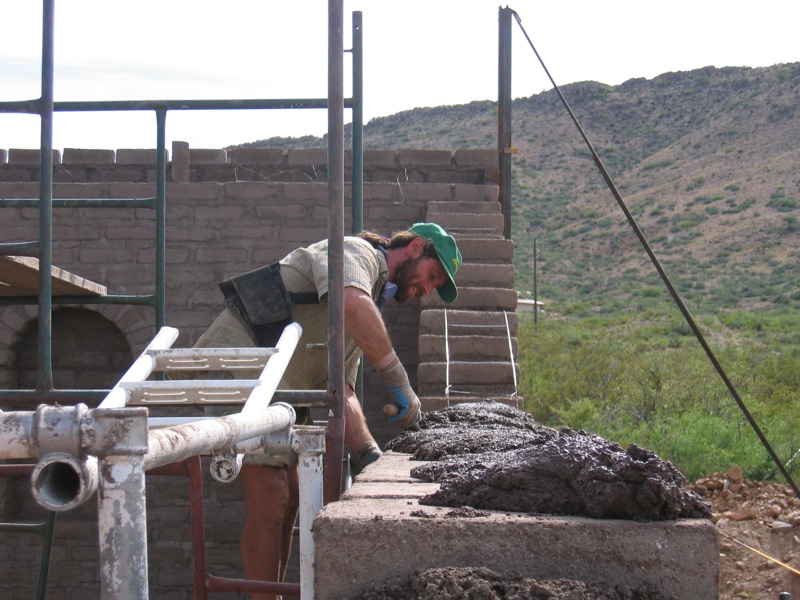
Construirea unui zid, realizată de un zidar.

Denumirea de zidărie face referire la ridicarea construcțiilor cu ajutorul unor materiale specifice, de obicei cărămidă și mortar. Persoana care se ocupă cu zidăria se numește zidar. De asemenea, lucrările de construcție făcute din zid se pot numi zidării. 